# Hande Yener
Hande Yener je turska pjevačica.

## Diskografija
- Senden İbaret (2000.)
- Extra (2001.)
- Sen Yoluna... Ben Yoluma... (2002.)
- Așk Kadın Ruhundan Anlamıyor (2004.)
- Apayrı (2006.)
- Hande Maxi (2006.)
- Nasıl Delirdim? (2007.)
- Hipnoz (2008.)
- Hayrola? (2009.)
- Hande'ye Neler Oluyor? (2010.)
- Hande'yle Yaz Bitmez-Uzaylı (2010.)